# جورج روبرتسون (لاعب كريكت)
جورج روبرتسون (بالإنجليزية: George Robertson)‏ (22 أغسطس 1842 في أستراليا - 23 يونيو 1895) هو لاعب كريكت أسترالي. لعب مع فريق فكتوريا للكريكت.

## وصلات خارجية
- جورج روبرتسون على موقع إي آس بي آن كريك إنفو (الإنجليزية)